# Anadenobolus dissimulans
Anadenobolus dissimulans är en mångfotingart som beskrevs av Bond och Petra Sierwald 2003. Anadenobolus dissimulans ingår i släktet Anadenobolus och familjen Rhinocricidae. Inga underarter finns listade i Catalogue of Life.